# Artur Gadowski (album)
Artur Gadowski – debiutancki solowy album wokalisty rockowej grupy IRA. Płyta ta miała ukazać się już w październiku 1996 roku lecz nagrany wtedy materiał nie spełnił oczekiwań Gadowskiego i zrezygnowano z wydania. Druga próba została podjęta pod koniec października 1997 roku. Sesja nagraniowa odbyła się w studiu CCS Studio w Warszawie na Bemowie. Sesja zakończyła się na początku marca 1998 roku. Przed wydaniem krążka, został wydany singel na który wybrany został utwór Na kredyt. Premiera płyty nastąpiła 20 kwietnia 1998 roku. Ukazała się ona nakładem firmy Zic Zac/BMG. Producentem krążka został Michał Przytuła. 
Płyta została nagrana w rockowo-rock'n'rollowym klimacie, choć zawiera także elementy country. Szczególną dużą popularnością cieszyły się dwie piosenki, Ona jest ze snu (która jako jedyna na płycie swym brzmieniem przypomina dokonania zespołu IRA), oraz Szczęśliwego Nowego Jorku. Obie zostały wydane później na singlach. 
Okładkę płyty zaprojektował Piotr Garlicki z Goldfinger Ltd, zdjęcia wykonał Robert Wolański. Krążek przyjął się z ciepłym przyjęciem wśród fanów.
Dziś na koncertach zespołu IRA wykonywane są jedynie utwory Ona jest ze snu oraz Szczęśliwego Nowego Jorku.

## Opinia autora o pierwszej wersji płyty
Artur Gadowski o pierwszej wersji płyty:
"W 1996 roku podpisałem kontrakt z firmą BMG, dostarczając demo, które w ogóle odbiega od tego, co znalazło się na płycie. Bez żadnych trudności firma zgodziła się na promowanie mojej twórczości, choć wkrótce pojawił się drobny problem. Po ośmiu latach grania w zespole rockowym, gdzie ciągle słychać było gitary, odkryłem, że istnieją jeszcze inne instrumenty. Postanowiłem zatem nagrać zupełnie inną płytę – z innym brzmieniem gitary, innym śpiewem, instrumentami elektronicznymi. Gdy zaprezentowałem ten materiał, wśród pracowników firmy zapanowały konsternacja i przerażenie. Stwierdzili, że to zupełnie nie tak miało być. Do tej pory płyta ta nie została wydana, choć materiał na niej zawarty jest już zupełnie inny niż w pierwowzorze. Być może w dalekiej przyszłości wydam ją jako ciekawostkę muzyczną."

## Lista utworów
1. "Piosenka" (A.Gadowski – K.I.Gałczyński) – 3:34
2. "Naucz się rozmawiać" (M.Kościkiewicz – M.Kościkiewicz) – 3:39
3. "Na kredyt" (A.Gadowski – A.Gadowski / J.Grabowski) – 3:41
4. "Wszystko jedno jak" (A.Gadowski – A.Gadowski) – 3:48
5. "Milion dróg" (A.Gadowski / T.Czyżewski – A.Gadowski / J.Grabowski) – 4:21
6. "Szczęśliwego Nowego Jorku" (M.Kościkiewicz – M.Kościkiewicz) – 3:32
7. "Nie zgubić marzeń" (J.Kochan – A.Gadowski) – 4:39
8. "Ona jest ze snu" (M.Kościkiewicz – M.Kościkiewicz) – 4:03
9. "Czułe słówka" (A.Gadowski – J.Grabowski) – 4:24
10. "Ona i On" (A.Gadowski – A.Gadowski) – 3:11

## Twórcy
- Artur Gadowski – śpiew, chórki
- Piotr Łukaszewski – gitara
- Tomasz Czyżewski – gitara
- Marek Kościkiewicz – gitara
- Michał Grymuza – gitara
- Marcin Bracichowicz – gitara
- Tomasz Warsztocki – gitara
- Michał Przytuła – instrumenty klawiszowe
- Jacek Kochan – perkusja
- Filip Sojka – gitara basowa
- Antonio Fiorito – gitara basowa
- Michał Przytuła – chórki
- Mage Jones – chórki

### Skład koncertowy
- Artur Gadowski – śpiew, gitara
- Piotr Sujka – gitara basowa
- Wojtek Owczarek – perkusja
- Tomasz Czyżewski – gitara
- Maryla Wąsowicz – instrumenty klawiszowe, skrzypce

### Produkcja
- Nagrywany oraz miksowany: Listopad 1997 – Marzec 1998 roku w CCS Studio w Warszawie
- Producent muzyczny: Michał Przytuła
- Realizator nagrań: Michał Przytuła, Jerzy Grabowski
- Realizator dźwięku: Krzysztof Krupa
- Aranżacja: Artur Gadowski, Marek Kościkiewicz, Jerzy Grabowski
- Teksty piosenek: Artur Gadowski, Jerzy Grabowski, Marek Kościkiewicz, Konstanty Ildefons Gałczyński
- Projekt okładki: Piotr Garlicki (Goldfinger Ltd.)
- Zdjęcia: Robert Wolański
- Manager: Jerzy Grabowski

## Wydania albumu

### Płyta kompaktowa
| Kraj wydania | Wydawca     | Rok wydania | Numer katalogowy |
| ------------ | ----------- | ----------- | ---------------- |
| Polska       | Zic-Zac/BMG | 1998        | 74321579532      |